# Antanas Čikotas
Antanas Čikotas (2 de junio de 1951-mayo de 2021) fue un deportista soviético que compitió en remo. Ganó una medalla de plata en el Campeonato Mundial de Remo de 1975, en la prueba de ocho con timonel.

## Palmarés internacional
| Campeonato Mundial | Campeonato Mundial       | Campeonato Mundial | Campeonato Mundial |
| Año                | Lugar                    | Medalla            | Prueba             |
| ------------------ | ------------------------ | ------------------ | ------------------ |
| 1975               | Nottingham (Reino Unido) | Medalla de plata   | Ocho con timonel   |